# Jean Absil
Jean Absil (Péruwelz, Hainaut, 23 d'octubre del 1893 – Brussel·les, 2 de febrer del 1974) va ser un compositor, professor i tèoric de la música.
Estudià al Conservatori reial de Brussel·les, i als 15 anys es convertí en organista de la basílica de la seva ciutat natal. Al mateix temps estudiava piano, solfeig i harmonia, carreres que acabà de manera brillant als 29 anys. Després perfeccionà els estudis amb el professor Paul Gilson. El 1921 rebé el premi d'Agniez i el 1922 el Rubens. La seva personalitat començà a formar-se sota l'influx de la música de Schönberg, Milhaud i Hindemith. El 1923 fou nomenat director de l'Escola de Música d'Etterbeek, que transformà en una escola model d'estès prestigi a Bèlgica, i on romangué fins al 1958.
El 1930 fou nomenat professor d'harmonia pràctica al Conservatori de Brussel·les en el que tingué entre els seus alumnes a Marcel Quinet i, nou anys després, ingressà com a professor a la Capella Musical Reina Elisabet. Fundà amb Charles Reirens la Revue Internationale de Musique, que ha tingut una importància considerable al món de parla francòfona fins a la seva desaparició el 1940. Publicà l'estudi Els postulats de la música contemporània el 1973, amb un pròleg de Darius Milhaud; en ella analitza els components de la música atonal i politonal, desenvolupava interpretacions lògiques, i finalment, formulava una justificació del sistema tonal.
El 1968 fou designat president de la Reial Acadèmia de ciències, lletres i belles arts de Bèlgica i director de la secció de Belles Arts.

## Obres principals
- Hommage a Lekev
- Variations Symphoniques (concertino per a violoncel)
- Jeanne d'Arc (poema simfònic)
- Grande suite hommage a Schumann
- Àlbum a Colorier
- Le zodiaque, joc radiofòni
- Pierre Breughel l'Acien
- Rhapsodie Flamande, una suite de danses búlgares
- les cantates Philatelia i Les Benedictions

També va crear melodies sobre textos d'Apollinaire, Cocteau, Paul Fort, Langston Hughes, Valéry, entre d'altres, a més de peces compostes sobre textos de poetes belgues. Era director honorari de l'Acadèmia de Música Jean Absil d'Etterbeek, batejada amb el seu nom en reconeixement dels trenta-cinc anys que va dedicar a ensenyar-hi.